# مالك بن زمعة
مالك بن زمعة بن قيس القرشي العامري صحابي من السابقين إلى الإسلام وهو أخو السيدة أم المؤمنين سودة بنت زمعة زوجة النبي محمد ﷺ. كَانَ قديم الْإِسْلَام وهاجر إلى أرض الحبشة في الهجرة الثانية ومعه امرأته عميرة (وقيل عمرة ) بنت السعدي. وتُوُفِّي مالك بْن زمعة وليس له عقب.

## نسبه
هو مالك بْن زمعة بْن قيس بْن عبد شمس بْن عبد ود بْن نضر بْن مالك بْن حسل بْن عَامِر بْن لؤي القرشي العامري. أما زوجته فهي عميرة (وقيل عمرة ) بنت السعدي بن وقدان بن عبد شمس بن عبد ود بن نصر بن مالك بن حسل بن عامر بن لؤي.